# Цхенисцкали (приток Риони)
Цхенисцкали (ранее Цхенис-цкали — от груз. «конская вода»; груз. ცხენისწყალი) или Хидура — река в Грузии, правый приток реки Риони. Длина реки — 176 км, площадь бассейна 2120 км².
Исток находится у ледника к северо-западу от горы Пасисмта (3805 м) и к юго-востоку от горы Шаритау (3689 м) Главного Кавказского хребта в исторической области Нижняя Сванетия (Лентехский муниципалитет края Рача-Лечхуми и Нижняя Сванетия), между Сванетским (на западе) и Лечхумским (на востоке) хребтами; далее река течёт через историческую область Лечхуми и по Колхидской низменности, затем впадает в реку Риони к юго-западу от города Самтредиа.
В южной части река является границей как между историческими областями Мегрелия (на западе) и Имеретия (на востоке), так и между административными краями Самегрело-Верхняя Сванетия и Имеретия.
На Цхенисцкали стоит посёлок городского типа Лентехи, город Цагери, западные окраины города Самтредиа.

Река на карте краёв Грузии